# Peter Serafinowicz
 (février 2025).
Si vous disposez d'ouvrages ou d'articles de référence ou si vous connaissez des sites web de qualité traitant du thème abordé ici, merci de compléter l'article en donnant les références utiles à sa vérifiabilité et en les liant à la section « Notes et références ».
Peter Serafinowicz, né le 10 juillet 1972 à Liverpool, est un acteur, scénariste, producteur de cinéma et compositeur britannique.

## Biographie
Serafinowicz est le fils de Catherine Geary, employée des postes, et Szymon Serafinowicz, ouvrier en bâtiment. Son père grandit dans le Surrey, lui-même fils d'une mère polonaise et d'un père biélorusse. Peter Serafinowicz travaille pour BBC Radio 1 puis BBC Radio 4, avant de faire quelques apparitions à la télévision, notamment en tant qu'invité dans la série Les Allumés sur Channel 4.
Il se fait remarquer à l'international pour ses rôles hauts en couleur dans les films Les Gardiens de la Galaxie (2014), Spy (2015) et John Wick 2 (2017). Marié à l'actrice Sarah Alexander, ils ont un fils et une fille.

## Filmographie

### Acteur
- 1997 : Doppelganger (voix)
- 1998 : Jack and the Beanstalk (TV) : Second henchman
- 1998 : Comedy Nation (série télévisée) : Various roles
- 1998 : Europigeon (TV) : Terry Wogan (voix)
- 1998 : Alexei Show ("Merry-Go-Round") (série télévisée) : Narrator (voix)
- 1998 : You Are Here (TV) : Dr. Phil Phillips
- 1999 : Les Allumés (série télévisée) : Duane Benzie
- 1999 : Star Wars, épisode I : La Menace fantôme (Star Wars: Episode I - The Phantom Menace) : Dark Maul (voix)
- 1999 : Le Monde magique des léprechauns (The Magical Legend of the Leprechauns) (TV) : George Fitzpatrck
- 2000 : Black Books (série télévisée) : Howell Granger
- 2000 : World of Pub (série télévisée) : Garry
- 2000 : The Junkies : Big Al / Narrator
- 2001 : Calcium : Scientist
- 2002 : Ted and Alice (TV) : Mark
- 2003 : Hardware (série télévisée) : Kenny
- 2004 : Shaun of the Dead : Pete
- 2004 : The Calcium Kid : Dave King
- 2004 : Funky Pete (vidéo) : Pete
- 2005 : Marple: Sleeping Murder (TV) : Walter Fane
- 2005 : Mr. Ripley et les Ombres (Ripley Under Ground) de Roger Spottiswoode : Nigel
- 2006 : Sixty Six : Uncle Jimmy
- 2009 : Thérapie de couples (Couples Retreat) : Stanley
- 2011 : Killing Bono : Hammond
- 2013 : Le Dernier Pub avant la fin du monde d'Edgar Wright : Propriétaire de la maison dérangé par Gary (adulte) qui sonne
- 2014 : Les Gardiens de la Galaxie : Denarian Saal
- 2015 : Spy : Aldo
- 2016 : The Tick (série télévisée) : The Tick
- 2017 : Braquage à l'ancienne (Going in Style) de Zach Braff : Murphy
- 2017 : An Ordinary Man de Brad Silberling
- 2017 : John Wick 2 : Sommelier
- 2022 : La Bulle (The Bubble) de Judd Apatow : Gavin
- 2022 : L'École du Bien et du Mal (The School for Good and Evil) de Paul Feig
- 2023 : What If...? : Denarian Saal (voix)
- 2024 : The Gentlemen
- 2025 : Dragons (How to Train Your Dragon) de Dean DeBlois : Mastok Jorgenson

### Scénariste
- 2001 : Calcium

### Producteur
- 2001 : Calcium
- 2002 : Look Around You (série télévisée)

### Compositeur
- 2002 : Look Around You (série télévisée)

## Voix françaises
| En France - Pierre Tessier dans : - Thérapie de couples - The Tick (série télévisée) - The Gentlemen (série télévisée) - Julien Kramer dans : - Ma finale 66 (en) - Miracle Workers (série télévisée) - Loïc Houdré dans : - Archer (voix) - Creature Commandos (voix) - Lionel Tua dans : - La Bulle - Dreaming Whilst Black (en) (série télévisée) | Et aussi - David Krüger dans Le Monde magique des Leprechauns (série télévisée) - Bruno Mullenaerts dans Shaun of the Dead - Günther Germain dans Cours toujours Dennis - Guy Chapellier dans Archer (voix) - Jean Barney dans Les Gardiens de la Galaxie - Michel Elias dans Spy - Frédéric Souterelle dans Tous en scène (voix) - Jérôme Keen dans John Wick 2 - Boris Rehlinger dans Braquage à l'ancienne - Pascal Casanova dans L'École du bien et du mal - Nicolas Dangoise dans White House Plumbers (en) (mini-série) - Donald Reignoux dans Dragons |